# Projektový ústav výstavby Prahy
Projektový ústav výstavby Prahy (PÚ VHMP, 1971 - 1990).

## Historie vzniku a činnost
V roce 1966 vzniklo Sdružení projektových ateliérů v Praze (SPA), které se transformovalo v roce 1971 na Projektový ústav Výstavby hlavního města Prahy (PÚ VHMP). Toto zcela samostatné, téměř soukromé uskupení vynikajících architektů, pracovalo na náročných architektonických úkolech až do roku 1990. V čele ateliérů Alfa, Beta, Gama, Delta, Epsilon, Eta a Omicron stály přední osobnosti tehdejší architektonické scény, mezi něž patřili např. Vladimír Machonin, Jan Šrámek, Karel Prager nebo Karel Filsak. Odvahu k vedení PÚ VHMP měl architekt Oldřich Štěpánek.
Na tomto ojedinělém architektonickém pracovišti vznikaly špičkové práce, které jsou považovány za nejhodnotnější architektonické počiny druhé poloviny 20. století: budova Federálního shromáždění (nyní nová budova Národního muzea), hotel Intercontinental či obchodní dům Kotva, hlavní nádraží v Praze, dům ČKD na Můstku, ale i další stavby mimo hlavní město a také zastupitelské úřady např. v Londýně či Berlíně. Širokou oblastí tvorby ústavu byla komplexní bytová výstavba – sídliště Bohnice, Jižní Město, Jihozápadní Město, Černý Most a další projekty zásadní pro rozvoj metropole. SPA a PÚ VHMP prošly stovky výborných architektů, kteří na architektonickou kvalitu, pevné názory a tradici kolegiální spolupráce „sdružení“ navázali po roce 1990 ve svých soukromých ateliérech.